# Leumicamia
Leumicamia là một chi bướm đêm thuộc họ Noctuidae.

## Loài
- Leumicamia graminicolens (Butler, 1878)
- Leumicamia illustris Laporte, 1977
- Leumicamia leucosoma (Felder & Rogenhofer, 1874)
- Leumicamia oreias (Fletcher, 1959)
- Leumicamia palustris Laporte, 1976
- Leumicamia venustissima (Laporte, 1974)